# Giovanni Battista Casali del Drago
Pour les articles homonymes, voir Casali et Drago.
Giovanni Battista Casali del Drago (né le 30 janvier 1838 à  Rome, et mort le 17 mars 1908 à Rome) est un cardinal italien du XIXe siècle et du début du XXe siècle.

## Biographie
Casali est notamment chanoine de la basilique du Latran et de la basilique du Vatican. Il est élu patriarche latin de Constantinople en 1895. Le pape Léon XIII le crée cardinal lors du consistoire du 18 juin 1899. Casali est camerlingue du Sacré Collège en 1901-1902. Il participe au conclave de 1903, lors duquel Pie X est élu. 

## Sources
- Fiche  sur le site fiu.edu